# Obsession (album)
Obsession este cel de-al treilea album de studio al interpretului britanic Shayne Ward. Fiind înregistrat începând cu anul 2008, materialul a fost lansat în luna noiembrie a anului 2010 prin intermediul casei de discuri Syco, o companie afiliată Sony BMG. Promovat în Irlanda și Regatul Unit, Obsession a fost distribuit atât în format CD, cât și format digital, majoritatea cântecelor fiind un hibrid între muzica pop, rhythm and blues.
Materialul a fost perceput diferit de critica muzicală de specialitate, o serie de recenzori salutând întoarcerea lui Ward cu un nou disc, însă au blamat lipsa sa de originalitate. Astfel, în timp ce CBBC l-a catalogat drept „decent”, în timp ce Trash Lounge a descris drept majoritatea conținutului drept „umplutură”. Promovarea s-a realizat prin intermediul mass-mediei, artistul oferind o serie de interviuri și prezentând albumul în diverse locații. Primul extras pe single, „Gotta Be Somebody” a debutat pe locul doisprezece în Regatul Unit, devenind totodată un șlagăr de top 10 în Irlanda. Înregistrarea s-a bucurat de o expunere ridicată în urma unei interpretări în cadrul emisiunii-concurs The X Factor.
Mulțumită celor 22.452 de exemplare comercializate în prima săptămână pe teritoriul Regatului Unit, albumul a câștigat locul cincisprezece în UK Albums Chart, în timp ce în Irlanda a debutat pe poziția cu numărul unsprezece. Aceste clasări reprezintă un regres față de performanțele obținute de predecesorii săi, care au acumulat într-un interval identic vânzări de peste 200.000 de unități (Shayne Ward) și 85.000 de copii (Breathless).

## Informații generale și compunere
Ward și-a exprimat interesul cu privire la înregistrarea unui nou material discografic de studio în prima parte a anului 2008, admițând că își dorește să participe la scrierea textelor viitoarelor compoziții. În acest sens, solistul a participat la o serie de sesiuni în Los Angeles, unde a avut ocazia să își dezvolte aptitudinile pentru necesare acestui efort. Printre cei ce s-au implicat în procesul creativ s-au aflat compozitorii Red One și Taio Cruz, cel din urmă participând și la un proiect adiacent al interpretei britanice Leona Lewis — aflată la aceeași casă de discuri ca și Ward — în acest sens cinci dintre înregistrările pregătite pentru ea având posibilitatea să ajungă în posesia artistului, conform informațiilor publicate de mass-media. Lansarea albumului a fost programată inițial pentru finele anului 2009, însă promovarea a fost amânată pentru lunile februarie—martie 2010. Referitor la cântecele realizate până în acel moment, Ward a fost de părere că vor constitui un material solid declarând că „noul meu album este incredibil”. Amânarea materialului a cauzat o serie de tensiuni între un grup de susținători ai artistului și casa de discuri ce-l reprezintă, Syco. Ulterior, reprezentanții companiei au anunțat că revenirea artistului se va contura odată cu lansarea unui nou extras pe single, a cărui promovare a fost programată pentru vara aceluiași an. În ciuda acestor informații, compoziția ce a beneficiat de atenție a fost lansată abia pe data de 7 noiembrie, sub forma înregistrării „Gotta Be Somebody”, albumul fiind intitulat Obsession. Înaintea lansării oficiale a albumului, o serie de înregistrări au ajuns în mediul online, doar o parte dintre acestea regăsindu-se pe varianta finală a materialului promovat.
Printre compozițiile adăugate pe album s-au regăsit înregistrări produse de Lucas Secon, Ray Hedges, Savan Kotecha, Quiz & Larossi, Darkchild sau Andrew Frampton, în timp ce cântecele realizate de RedOne sau Taio Cruz nu au intrat pe lista finală a pieselor incluse pe Obsession. Chestionat de Digital Spy cu privire la colaborările cu cei doi, Ward a declarat că „niciunul dintre cântecele cu RedOne nu au intrat. Am lucrat cu RedOne înainte de colaborarea lui cu Lady GaGa, ceea ce este destul de interesant de spus. Am realizat o serie de piese și cu Taio Cruz, dar nici ele nu au intrat pe album. De data asta o mare parte a vechilor mei compozitorilor și-au accelerat ritmul și au venit cu adevărate imnuri pop”.

## Recenzii
| Sursa               | Punctaj     | Note   |
| ------------------- | ----------- | ------ |
| 4 Music             | 3/5 stele   | [ 14 ] |
| Allmusic            | 3/5 stele   | [ 41 ] |
| CBBC                | 3/5 stele   | [ 16 ] |
| Entertainment Focus | —           | [ 5 ]  |
| Funky.co.uk         | 3.5/5 stele | [ 4 ]  |
| OK!                 | 3/5 stele   | [ 15 ] |
| PopJustice          | —           | [ 42 ] |
| Trash Lounge        | 2/5 stele   | [ 17 ] |

Percepția asupra conținutului a fost diferită. Deși majoritatea recenzorilor au felicitat întoarcerea lui Ward, ei au blamat faptul că materialul care îi este oferit nu este pe măsura talentului artistului. Astfel, Shaun Kitchener de la publicația Trash Lounge a oferit materialului două puncte dintr-un total de cinci, motivându-și admirând că „problema este că majoritatea cântecelor sună a umplutură și foarte puține sună a hituri. [...] Doar o parte din piese își fac treaba — «Someone Like You» este suficient de distractiv, cântecul de titlu are cu siguranță potențial și falsetul impresionant al lui Shayne intervine destul de frecvent. Dar din nefericire el este doar victima unui impresariat defectuos”, concluzionând cu faptul că „dacă ar fi lansat un album decent acum câțiva ani [...] ar fi putut fi răspunsul țării la Justin Timberlake. Astfel, mizează totul pe o revenire amețită care nu pare suficient de puternică pentru a-și menține cariera”. CBBC a oferit albumului trei puncte din cinci posibile, catalogându-l drept „decent” și concluzionând cu faptul că deși „unele compoziții sunt foarte similare, cu siguranță există câteva piese pe album pe care le vei cânta”, felicitând atât antemenționatul „Someone Like You”, dar și balada „Human” sau colaborarea cu J. Pearl, „Must Be A Reason Why...”. O opinie similară a venit din partea lui David Griffiths, editor al 4 Music, care a felicitat balada amintită, alături de „Waiting in the Wings”, însă blamând „Close To Close” sau versiunea sa a înregistrării „Nobody Knows”, care „ar trebui închisă departe și nemaiauzită niciodată”. Însumând cele notate, Griffiths a considerat că „din nefericire, promisiunile anticipate la statutul de Justin Timberlake britanic nu au reușit încă se fie realizate deși el este un vocalist mult prea bun pentru majoritatea materialului care îi este oferit. [...] Totuși, ne bucurăm să îl avem înapoi”. Într-un context similar, Entertainment Focus a fost de părere că „Obsession este un album care servește mai mult să frustreze decât să impresioneze. Shayne Ward este un cântăreț foarte talentat. [...] Noi putem doar să aruncăm vina asupra casei sale de discuri pentru acest efort superficial. După o așteptare de trei ani Obsession nu se ridică la nivelul anticipației sale”, ajungând la concluzia că artistul „necesită și merită material mai bun decât acesta”. De asemenea, în timp ce Funky.co.uk a recompensat discul cu trei puncte și jumătate din cinci, revista OK! a asemănat stilul albumului cu cel al unor formații precum JLS, Take That sau Westlife. Jon O'Brien de la Allmusic a oferit albumului trei puncte din cinci posibile, însă a considerat că o serie de înregistrări par a fi „omagii aduse altor concurenți X Factor” piese precum „Close to Close” și „Nobody Knows” fiind asemănate unor compoziții promovate de Leona Lewis și, respectiv, Olly Murs, concluzionând că „deși a fost denumit Justin Timberlake al Regatului Unit în prima parte a carierei sale, soundul învechit al lui Obsession și mediocritatea consistentă îl vor face să fie comparat mai cu seamă cu Peter Andre al Regatului Unit”.

## Conținut
Albumul se deschide cu primul disc single, „Gotta Be Somebody” compus de Ray Hedges și Nigel Butler (fiind o preluare a șlagărului din anul 2008 a grupului muzical Nickelback), despre care Ward a declarat că „întreaga tranziție de la rock la pop/R&B a fost interesantă pentru mine și cu siguranță l-a făcut reprezentativ mie”, continuând să specifice că „nu îl privesc ca o preluare. Este doar un cântec bun. Nu am auzit cântecul pentru o perioadă înainte de a-l înregistra, dar l-am receptat imediat din nou pentru că are un refren atât de molipsitor și un mesaj minunat”. De asemenea, conform Digital Spy producătorii i-au oferit înregistrării „o nouă înfățișare pop strălucitoare și bombastică”. Conform celor declarate revistei OK!, piesa este despre „speranță”. Cel de-al doilea cântec de pe material este și cel ce dă titlul albumului: „Obsession”, ce a fost catalogat de artist drept „un clasic”, comparându-l cu hitul lui Prince „Purple Rain” și având drept temă centrală obsesia. O versiune acustică a compoziției a fost încărcată pe internet în urma interpretării sal în timpul unui turneu promoțional al solistului. Acesta a fost imprimat în Suedia și reprezintă unul dintre favoritele interpretului de pe material. Discul se continuă și cu singura înregistrare unde Ward este acompaniat la nivel vocal, acest aspect constituind o premieră în cariera sa muzicală. „Must Be A Reason Why...”, colaborarea cu J. Pearl realizată de Lucas Secon folosește o mostră din piesa „King of My Castle” lansată în anii '90 de Wamdue Project a fost remarcată pentru soundul modern, însă criticată pentru faptul că „datorită efectelor de pe voce sună prea robotic”. Una dintre compozițiile ajunse prematur pe internet, „Close To Close” a fost realizată cu ajutorul textierului Max Martin și face referire la dorința de a nu fi deschis unei relații. Spre deosebire de versiunea demonstrativă găzduită anterior de mediul online, varianta finală a fost modificată. Cel de-al cincilea cântec regăsit pe album este balada „Waiting in The Wings”, versurile sale fiind parțial scrise de solist. Aceasta din urmă a fost felicitată pentru faptul că îi pune în evidență lui Ward calitățile interpretative, dar și grație ritmului de pian descris drept „memorabil”.
„Foolish”, o nouă baladă, este apreciată de Ward grație refrenului său, acesta fiind un aspect important în cadrul procesului de realizare al întregului albumului. Stilul său a fost comparat cu cel al formației Westlife, ieșind în evidență și datorită influențelor de muzică rock dar și datorită interpretării oferide de artist. Următoarea compoziție, „Someone Like You” folosește o mostră din înregistrarea „Two Princes” a grupului muzical american de rock alternativ Spin Doctors, fiind totodată și unul dintre cele mai aclamate cântece de pe material, mulțumită elementelor sale „distractive”. A opta compoziție găzduită pe disc, „Human”, abordează conform lui Ward problemele din viață referitoare la dragoste și durere. Construit pe o line melodică ce include pianul, cântecul a fost apreciat de critica de specialitate. Penultima înregistrare a albumului, „Crash” este una dintre compozițiile apărute în mediul online înaintea promovării oficiale a discului Obsession devenind un favorit al fanilor. Spre deosebire de varianta difuzată prematur, versiunea finală prezintă o serie de modificări. Produs de Quiz & Larossi și scris de Claude Kelly, cântecul iese în evidență datorită faptului că surprinde o serie de calități diferite ale vocii solistului. Materialul se încheie cu o preluare a piesei „Nobody Knows”, aparținând lui Tony Rich inclusă pe albumul său din 1996 Words. Influențată de muzica reggae, compoziția abordează tema sfârșitului unei relații.

## Lansare și promovare
Deși albumul fusese programat pentru a fi lansat în prima jumătate a anului 2009, el a fost amânat succesiv, ajungându-se la data de 15 noiembrie 2010, pentru startul comercializării în Regatul Unit. Concomitent, au fost date publicității și primele informații cu privire la primul single, „Gotta Be Somebody”, o preluare după șlagărul din 2008 a grupului de muzică rock Nickelback. Din totalul de zece cântece prezente, două dintre ele fiind preluări, pentru ca mai apoi să fie prezentate unui grup de publicații. Astfel, au fost audiate inițial cinci cântece — „Gotta Be Somebody”, „Obsession”, „Must Be a Reason Why...” „Close To Close” și „Someone Like You” — în cadrul unui eveniment în centrul Londrei. De asemenea, o mostră a primului single a fost dată publicității pe data de 24 septembrie 2010, concomitent fiind dezvăluită și coperta sa. Albumul de proveniență a fost lansat în Irlanda cu trei zile în avans față de Regatul Unit, pe data de 12 noiembrie 2010. Acesta prezintă și o ediție specială — distribuită doar prin intermediul lanțurilor de magazine HMV — ce conține o serie de fotografii din timpul ședințelor foto realizate pentru material. De asemenea, website-urile Amazon din Canada, Franța, Germania, Japonia și Statele Unite ale Americii au listat discul în catalogul produselor comercializabile, sub formă de import.
Promovarea s-a realizat atât prin intermediul presei scrise, cât și grație interpretării compoziției „Gotta Be Somebody” în premieră în cadrul emisiunii-concurs The X Factor. Artistul a realizat și o serie de evenimente de promovare în care au fost oferite o serie de albume Obsession în compania unor autografe. De asemenea, au fost oferite interviuri unor publicații precum Crave On Music, Digital Spy, Entertainment Focus, OK!, RTE Ten și blogului oficial The X Factor. De asemenea, solistul a fost prezent la emisiuni precum Live From Studio Five (Channel 5), Sky Sunrise (Sky), TMI (CBBC) sau The Alan Titchmarsh Show (ITV). O altă prezentare notabilă a fost consemnată în cadrul unui recital susținut la jumătatea lunii noiembrie în clubul londonez G-A-Y. Au fost realizate și o serie de pictoriale publicate de reviste precum Cosmopolitan, GT sau The Buzz Magazine.

## Discuri single
- „Gotta Be Somebody” — o preluare după șlagărul din anul 2008 al formației canadiene de muzică rock Nickelback — a fost ales drept primul extras pe single al albumului.[44] Înregistrarea a fost lansată pe data de 7 noiembrie 2010 în format digital în Regatul Unit,[40] în timp ce în Irlanda a fost disponibilă cu câteva zile în avans.[65] Cântecul s-a bucurat de un videoclip filmat în Los Angeles, California, S.U.A. și a fost interpretat pentru prima dată în timpul emisiunii-concurs The X Factor.[44][66][67] Piesa a debutat pe locul zece în Irlanda și pe treapta cu numărul doisprezece în Regatul Unit, devenind prima intrare a lui Ward în ambele ierarhii după o absență de trei ani.[24] În prima săptămână de disponibilitate „Gotta Be Somebody” s-a vândut în aproximativ 36.000 de exemplare pe cel din urmă teritoriu.[68]

## Ordinea pieselor pe disc
Ediție standard
| Nr. | Titlu                     | Textier(i)                                                    | Durată |
| --- | ------------------------- | ------------------------------------------------------------- | ------ |
| 01. | „Gotta Be Somebody”       | Chad Kroeger, Ryan Peake, Mike Kroeger, Daniel Adair          | 3:41   |
| 02. | „Obsession”               | Rami Yacoub, Savan Kotecha, Shayne Ward                       | 3:34   |
| 03. | „Must Be a Reason Why...” | Chris Brann, Lucas Secon, Mintman                             | 3:20   |
| 04. | „Close To Close”          | Max Martin, Arnthor Birgisson, Savan Kotecha                  | 3:33   |
| 05. | „Waiting In The Wings”    | Andreas Romdhane, Josef Larossi, Andrew Frampton, Shayne Ward | 4:03   |
| 06. | „Foolish”                 | Darin Zanyar, Tony Nilsson                                    | 3:18   |
| 07. | „Someone Like You”        | Lucas Secon, Wayne Hector, Andrea Martin                      | 3:01   |
| 08. | „Human”                   | Ginny McGrail, Jonas Myrin, Lars Aass, Ole Henrik Antonsen    | 4:11   |
| 09. | „Crash”                   | Andreas Romdhane, Josef Larossi, Claude Kelly                 | 3:52   |
| 10. | „Nobody Knows”            | Joe Rich, Don DuBose                                          | 4:47   |

## Prezența în clasamente și vânzări
Prima intrare a albumului într-un clasament oficial s-a materializat pe data de 18 noiembrie 2010, când Obsession a debutat pe locul unsprezece în ierarhia oficială din Irlanda, compilată de IRMA. Această poziționare reprezintă cel mai slab debut al lui Ward în lista antemenționată, ambele albume lansate anterior — Shayne Ward și Breathless — ocupând treapta cu numărul unu. Un parcurs similar a fost înregistrat și în UK Albums Chart, ierarhia oficială din Regatul Unit. Materialul a intrat în lista principală pe locul cincisprezece, deși inițial se preconiza o poziționare între primele zece trepte ale clasamentului. În prima săptămână de disponibilitate au fost comercializate 22.452 de exemplare pe teritoriul acestei țări, o intrare semnificativ mai slabă decât cele experimentate de Shayne Ward și Breathless, care au debutat cu debutat cu vânzări de peste 200.000 de copii și, respectiv, 85.000 de exemplare. Cu toate acestea, unitățile vândute au fost suficiente pentru a-i aduce lui Ward un total de peste un milion de albume comercializate în această regiune până în acel moment. Asemeni parcursului din Irlanda experimentat de album, poziționarea reprezintă un regres față de predecesorii săi, care au ocupat locul întâi și, respectiv, poziția secundă. În clasamentul celor mai populare albume în format digital Obsession a obținut treapta cu numărul paisprezece, în timp ce în Scoția a câștigat locul șaisprezece.

## Clasamente
| Țară (clasament)                 | Poziția maximă | Referință |
| -------------------------------- | -------------- | --------- |
| Europa (Billboard)               | 39             | [ 77 ]    |
| Irlanda (IRMA)                   | 11             | [ 78 ]    |
| Regatul Unit (UK Albums Chart)   | 15             | [ 79 ]    |
| Regatul Unit (UK Digital Albums) | 14             | [ 75 ]    |
| Scoția (OCC — Scottish Albums)   | 16             | [ 76 ]    |

## Datele lansărilor
| Țara         | Data lansării     | Casă de discuri | Format                           | Referințe     |
| ------------ | ----------------- | --------------- | -------------------------------- | ------------- |
| Irlanda      | 12 noiembrie 2010 | Syco Records    | compact disc descărcare digitală | [ 80 ] [ 81 ] |
| Regatul Unit | 15 noiembrie 2010 | Syco Records    | compact disc descărcare digitală | [ 48 ] [ 82 ] |